# ヘンリー・オーウェンス (左投手)
- ヘンリー・オーエンス[1]
- ヘンリー・オウエンス[2]

ヘンリー・コール・オーウェンス (Henry Cole Owens, 1992年7月21日 - ) は、アメリカ合衆国カリフォルニア州オレンジ郡オレンジ出身のプロ野球選手 (投手) 。左投左打。アトランティックリーグのレキシントン・レジェンズ所属。

## 経歴

### プロ入りとレッドソックス時代
2011年のMLBドラフト1巡目追補（全体36位）でボストン・レッドソックスから指名され、8月15日に契約を結んだ。
2012年にA級グリーンビル・ドライブでプロデビューすると、23試合（うち22試合が先発登板）に先発登板して防御率4.87・12勝5敗・WHIP1.45という成績を残した。
2013年はA+級セイラム・レッドソックスで20試合に先発登板し、防御率2.92・8勝5敗・WHIP1.14という成績を記録。その後、8月3日からはAA級ポートランド・シードッグスに異動して、ここでは6試合の先発登板で防御率1.78・3勝1敗・WHIP1.09という成績を残した。2球団合計では、26試合の先発登板で防御率2.67・11勝6敗・68四球・169奪三振・WHIP1.13という成績だった。
2014年はまずAA級ポートランドで20試合に先発登板し、防御率2.60・14勝4敗・WHIP1.12を記録。8月にAAA級ポータケット・レッドソックスに昇格し、6試合に先発登板して防御率4.03・3勝1敗・WHIP1.16を記録。通年では、26試合の先発登板で防御率2.94・17勝5敗・59四球・170奪三振・WHIP1.13を記録、3年連続で2ケタ勝利を記録した。また、オールスター・フューチャーズゲームでは、アメリカ代表チームの先発投手を任された。
2015年はAAA級ポータケットで開幕を迎え、21試合の先発登板で防御率3.16・3勝8敗・WHIP1.14という成績を残した。そして、8月4日のニューヨーク・ヤンキース戦でメジャーデビューを果たした。この試合では5.0イニングを投げ、5安打3失点1四球5奪三振という投球内容だった。続く8月9日のデトロイト・タイガース戦では、メジャー初勝利を挙げた。この年は最終的に11試合に先発登板し、防御率4.57・4勝4敗・WHIP1.37という成績を残した。
2016年はメジャーで5試合に先発登板したが、防御率6.95・0勝2敗・WHIP1.96という成績で、防御率・WHIP共にルーキーイヤーより悪化した。なお、この年はマイナーではAAA級ポータケットのみで登板し、24試合で防御率3.53・10勝7敗・WHIP1.37を記録した。
2017年はメジャーでの登板機会はなかった。マイナーでは、まずAAA級ポータケットで14試合に先発登板して防御率3.91・4勝5敗・WHIP1.70という成績を記録した。7月4日からはAA級ポートランドに降格し、そこでは12試合の先発登板で防御率4.58・3勝6敗・WHIP1.67を記録した。2チーム合算では、26試合の先発登板で防御率4.21・7勝11敗・WHIP1.68を記録、また126投球回で115四球を与え、与四球率8.2はキャリアワーストだった（オーウェンスのマイナー記録）。

### レッドソックス退団後
2017年12月8日にウェイバー公示を経てアリゾナ・ダイヤモンドバックスへ移籍した。さらに12月22日には再びウェイバー公示を経てロサンゼルス・ドジャースへ移籍した。
2018年は開幕からマイナーの故障者リストに掲載され、5月18日にDFAとなり、同日中に自由契約となった。5月24日に再びアリゾナ・ダイヤモンドバックスと契約。
2019年3月25日にダイヤモンドバックスを自由契約となった。その後は独立リーグ・アトランティックリーグのカンザスシティ・ティーボーンズでプレー。
2020年は一時的に結成された独立リーグであるコンステレーション・エナジー・リーグのシュガーランド・ライトニング・スロウスと契約を結んだ。
2021年2月26日にアトランティックリーグのレキシントン・レジェンズと契約を結んだ。

## 投球スタイル
速球のスピードは140km/h台半ばで、これにチェンジアップ、カーブ、スライダーを組み合わせる技巧派。決め球のチェンジアップは3種類あり、シュート軌道で沈むもの、まっすぐのもの、カッター軌道のものがある。

## 詳細情報

### 年度別投手成績
| 年 度    | 球 団    | 登 板 | 先 発 | 完 投 | 完 封 | 無 四 球 | 勝 利 | 敗 戦 | セ 丨 ブ | ホ 丨 ル ド | 勝 率 | 打 者 | 投 球 回 | 被 安 打 | 被 本 塁 打 | 与 四 球 | 敬 遠 | 与 死 球 | 奪 三 振 | 暴 投 | ボ 丨 ク | 失 点 | 自 責 点 | 防 御 率 | W H I P |
| -------- | -------- | ----- | ----- | ----- | ----- | -------- | ----- | ----- | -------- | ----------- | ----- | ----- | -------- | -------- | ----------- | -------- | ----- | -------- | -------- | ----- | -------- | ----- | -------- | -------- | ------- |
| 2015     | BOS      | 11    | 11    | 0     | 0     | 0        | 4     | 4     | 0        | 0           | .500  | 272   | 63.0     | 62       | 7           | 24       | 0     | 3        | 50       | 4     | 1        | 35    | 32       | 4.57     | 1.37    |
| 2016     | BOS      | 5     | 5     | 0     | 0     | 0        | 0     | 2     | 0        | 0           | .000  | 103   | 22.0     | 23       | 5           | 20       | 1     | 1        | 21       | 3     | 0        | 17    | 17       | 6.95     | 1.96    |
| MLB：2年 | MLB：2年 | 16    | 16    | 0     | 0     | 0        | 4     | 6     | 0        | 0           | .400  | 375   | 85.0     | 85       | 12          | 44       | 1     | 4        | 71       | 7     | 1        | 52    | 49       | 5.19     | 1.52    |

- 2021年度シーズン終了時点

### 記録
MiLB
- オールスター・フューチャーズゲーム選出：1回（2014年）

### 背番号
- 60（2015年 - 2016年）